# OLT Ostfriesische Lufttransport

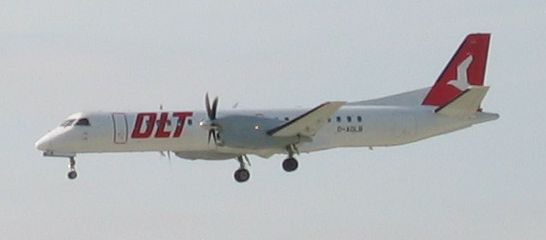
Un Saab 2000 de la compagnie OLT

OLT Ostfriesische Lufttransport GmbH était une compagnie aérienne allemande régionale (née en Frise orientale), basée à Brême, fondée en 1958. Elle a cessé ses opérations en janvier 2013.

## Flotte
En janvier 2013, la flotte d'OLT Ostfriesische Lufttransport se composait de :
- 8 Fokker 100
- 4 Saab 2000
- 1 Saab 340

## Routes historiques
- Brême-Copenhague
- Brême-Toulouse
- Brême-Zurich
- Dresden-Hambourg
- Dresden-Zurich